# Armorial des familles de Gascogne et Guyenne
L'Armorial des familles de Gascogne et Guyenne présente les armoiries, ainsi que les devises des familles nobles et notables ayant eu une présence significative dans les provinces de Gascogne et Guyenne sous l'Ancien Régime.

Vers 1030, Duché de Vasconie.
Carte de la France à la fin du XIIe siècle, les deux entités sont incluses dans le Duché d'Aquitaine, du royaume Plantagenêt.
Carte de la France à la fin du XVe siècle, la Guyenne fait partie du domaine royal.

## Familles de Gascogne et Guyenne
- Haut – A
- B
- C
- D
- E
- F
- G
- H
- I
- J
- K
- L
- M
- N
- O
- P
- Q
- R
- S
- T
- U
- V
- W
- X
- Y
- Z

### A
| Blason                     | Nom de la famille, blasonnement et devise |
| -------------------------- | --- |
|                            | Famille d'Abbadie d'Arrast, Bigorre D'azur au château antique d'argent ouvert et maçonné de sable, girouetté d'argent, accompagné de trois étoiles d'or.                                |
|                            | Famille d'Abillon, Saintonge, Blayais De gueules à cinq billettes d'argent couchées et posées l'une au-dessus de l'autre en pal. - Famille noble éteinte                                |
| Blason Famille d'Albessard | Famille d'Albessard, Bordelais, Agenais De gueules, à la croix ancrée d'or. - Famille noble                                                                                             |
|                            | Maison d'Albret, Béarn, Gascogne Écartelé aux 1 et 4 d'azur à trois fleurs de lys d'or, qui est France ; aux 2 et 3 de gueules plein., Alias de gueules plein., - Famille noble éteinte |
|                            | Famille d'Anglade, Libournais D'azur à l'aigle éployée d'or. - Devise : « Faisons bien, laissons dire » - Famille noble subsistante                                                     |
|                            | Famille d'Argoubet ou Dargoubet, Landes D'azur à une gerbe d'or., - Famille subsistante d'ancienne bourgeoisie                                                                          |
|                            | Maison d'Armagnac D'argent au lion de gueules. |
|                            | Maison d'Astarac, Gascogne Écartelé d'or et de gueules. - Famille noble éteinte |
|                            | Famille d'Auber de Peyrelongue, Bordelais D'azur au pal d'argent cotoyé de quatre étoiles d'or ; au chef de gueules, chargé d'une fasce ondée d'argent., - Famille noble                |

### B
| Blason                               | Nom de la famille, blasonnement et devise |
| ------------------------------------ | --- |
|                                      | Famille Barbier de La Serre, Agenais, Bordeaux D'azur à trois flammes d'or accompagnées en pointe d'une étoile d'argent. Alias les flammes mal ordonnées. - Famille noble subsistante |
|                                      | Famille de Barrau, Gascogne D'or, au lion de gueules. Alias d'argent. - Famille noble |
|                                      | Famille de Bastard, Pays d'Auch D'or, à l'aigle d'Empire ; mi-parti d'azur, à la fleur de lys d'or. - Famille noble subsistante |
| Blason Famille de Batz de Castelmore | Famille de Batz de Castelmore, Pays d'Auch Écartelé, aux 1 et 4 d'or, à l'aigle éployée de sable ; aux 2 et 3 d'azur, au château à deux tours d'argent maçonné de sable. - Famille noble |
|                                      | Famille Bayle, Agenais De sable à un chevron d'or, accompagné de trois besants du même. - Famille noble |
|                                      | Vicomtes de Béarn D'or à deux vaches passantes de gueules, colletées, accornées, clarinées, onglées d'azur, l'une sur l'autre., |
|                                      | Famille de Beauville olim Boville, Agenais D'or, à deux vaches de gueules, l'une au-dessus de l'autre. - Famille noble |
|                                      | Famille de Bedorède, Landes D'argent au lion de gueules. - Famille noble |
|                                      | Famille de Béon, Béarn D'or, à deux vaches de gueules posées l'une au-dessus de l'autre, onglées, accornées, accolées et clarinées d'azur., Alias écartelé ; aux 2 et 3 d'azur à une croix alésée de sable. - Famille noble                                                                                        |
|                                      | Famille de Bésiade d'Avaray, Béarn D'azur à une fasce d'or, chargée de deux étoiles de gueules, accompagnée en pointe d'une coquille d'or. Alias à l'écusson de France, c.-à.-d. d'azur à trois fleurs de lys d'or, brochant sur le tout. - Devise : « Vicit iter durum pietas » – Famille noble                   |
|                                      | Famille de Blanquefort, Guyenne Fascé contre-fascé d'or et de gueules. Alias chaque demi-fasce chargée d'un nœud de cordelière de l'un en l'autre. - Famille noble |
|                                      | Famille Bordes, Agenais De gueules, à la bordure d'or chargée de huit grenades de sinople, tigées et feuillées du même. - Famille subsistante d'ancienne bourgeoisie |
|                                      | Famille de Bordes de Coupet, Agenais, Bordeaux D'azur, à un chien d'argent tenant un os d'or sur une terrasse de sinople., - Famille noble |
|                                      | Famille du Bosc de Taret olim Taret de Loubens, Landes Écartelé : aux 1 et 4 d'azur au lévrier courant de sable ; aux 2 et 3 de sable au lion d'or morné. Alias aux 2 et 3 le champ de gueules. - Famille noble |
| Blason Famille de Boyer Montegut     | Famille de Boyer de Montégut et de Sainte-Suzanne, Comté de Foix D'argent au chevron de sable accompagné en chef de deux croissants du même, et en pointe d'une corneille aussi de sable ; au chef d'azur chargé d'un croissant d'or accosté de deux étoiles du même. Alias le chevron de gueules. - Famille noble |
|                                      | Famille de Briançon, Bordelais De gueules à trois fasces ondées d'or. - Famille noble |
|                                      | Famille de La Briffe ou Labriffe, Armagnac D'argent au lion de gueules ; à la bordure aussi d'argent, chargée de six merlettes de sable. - Famille noble subsistante |
|                                      | Famille de Budos, Guyenne D'azur à trois bandes d'or., - Famille noble |
|                                      | Famille de Buyer, Gascogne D'azur au lion passant d'argent tenant entre ses griffes un écu d'or chargé d'un chêne arraché de sinople. - Devise : « Transit vitam perigrinando » - Famille noble |

### C
| Blason                                  | Nom de la famille, blasonnement et devise |
| --------------------------------------- | --- |
| Blason Famille de Captan                | Famille de Captan, Landes Écartelé au 1 d'azur au chevron d'or accompagné de cinq besants mal ordonnés du même posés deux en chef et trois en pointe ; au 2 de gueules au cygne d'argent ; au 3 de gueules à trois fasces ondées d'argent ; au 4 d'azur à trois étoiles mal ordonnées d'or, 1 et 2. - Famille noble  |
|                                         | Famille de Castelbajac, Bigorre D'azur à la croix d'argent abaissée en pointe sous trois fleurs de lys d'or en chef 2 et 1., Alias d'azur à la croix d'argent. - Famille noble subsistante |
|                                         | Famille de Castillon, Gascogne, Guyenne De gueules à un château sommé de trois tours d'argent., - Devise : « Deo regibusque semper ut olim », – cri : « Diex el volt ! » - Famille noble |
|                                         | Famille de Caumont, Guyenne D'azur, à trois léopards d'or l'un sur l'autre, lampassés, armés, couronnés de gueules. Alias tiercé en bande d'or, de gueules et d'azur. - Cri : « Ferme La Force ! » – Famille noble subsistante                                                                                       |
| Blason Famille du Cauzé                 | Famille du Cauzé de Nazelle, Agenais D'or au lion de sinople couronné de gueules, à la fasce de sable chargée de trois molettes d'or, brochant sur le tout. Alias de sable au lion d'argent armé et lampassé de gueules, à la bande d'or chargée de trois molettes de sable brochant sur le tout. - Famille noble    |
|                                         | Famille de Chabannes, Bazadais De gueules au lion d'hermine, lampassé, armé et couronné d'or. - Famille noble subsistante |
| Blason Famille de Chastenet de Puysegur | Famille de Chastenet de Puységur, Armagnac D'azur au chevron d'or, accompagné en pointe d'un lion passant du même ; au chef aussi d'or. - Famille noble subsistante |
|                                         | Famille du Cheyron du Pavillon, Bordelais, Saintonge D'azur à trois rocs d'échiquier d'or. - Devise : « Cœlum non solum » - Famille noble |
| Blason Famille Colome de Davant         | Famille Colome de Davant, Béarn De sable à la colonne d'or. |
|                                         | Maison de Comminges D'argent, à la croix pattée de gueules. Alias de gueules à quatre otelles d'argent. - Devise : « En vivant nous amendons » |
|                                         | Famille du Cos de La Hitte, Gascogne D'azur à une épée d'or, posée en bande, la pointe en haut, traversant un cœur d'or et accompagnée de trois étoiles aussi d'or. Alias à une épée d'argent, la poignée d'or, posée en bande, la pointe en haut. - Devise : « Fortitudo et celeritas » – Famille noble subsistante |
|                                         | Famille de Courrèges, Béarn D'or, à une fasce échiquetée d'azur et d'or de deux tires, accompagnée en chef de deux molettes d'azur et en pointe d'un lion léopardé de sable, lampassé de gueules. - Famille subsistante                                                                                              |
|                                         | Famille de La Croix de Ravignan, Bayonne D'azur à la croix d'or cantonnée de quatre roses du même. - Famille noble subsistante |

### D
| Blason | Nom de la famille, blasonnement et devise |
| ------ | --- |
|        | Famille de Dampierre, Landes D'argent à trois losanges de sable. - Famille noble |
|        | Famille Decazes, Libournais D'argent à trois têtes de corbeau arrachées de sable. - Famille noble subsistante |
|        | Famille Dubosc de Pesquidoux et de Peyran, Armagnac Coupé : au 1, d'argent à trois étoiles de gueules accompagnées en pointe d'un croissant du même ; au 2, parti de sable à deux lions affrontés d'or tenant chacun de la dextre une épée d'argent, et d'argent à un léopard couronné de gueules. - Famille subsistante d'ancienne bourgeoisie |
| Blason | Famille Dufaure de Lajarte et de Lamothe, Bordelais D'argent à trois couronnes ducales d'or, enfilées d'une bande d'azur., |
|        | Famille de Durfort D'azur à la bande d'argent. Alias écartelé, aux 1 et 4 d'argent à la bande d'azur, aux 2 et 3 de gueules au lion d'argent. - Famille noble subsistante |

### E
| Blason                              | Nom de la famille, blasonnement et devise |
| ----------------------------------- | --- |
|                                     | Famille d'Escoubleau de Sourdis, Landes D'azur et de gueules à la bande d'or brochant sur le tout. - Famille noble subsistante                                                                   |
| Blason Famille d'Esparbes de Lussan | Famille d'Esparbès de Lussan, Armagnac D'argent à la fasce de gueules accompagnée de trois éperviers de sable, posés 2 et 1. Alias écartelé de Bouchard et d'Aubeterre. - Famille noble          |
|                                     | Famille d'Espouy d'Ardiège, Béarn D'argent à une épée de gueules posée en fasce. Alias de gueules à une tour d'or accompagnée en pointe de trois mouchetures d'hermine de sable. - Famille noble |

### F
| Blason                       | Nom de la famille, blasonnement et devise |
| ---------------------------- | --- |
|                              | Famille de Faudoas, Gascogne D'azur à la croix d'or. - Famille noble |
|                              | Famille de Foix, Guyenne, Gascogne Écartelé : aux 1 et 4, d'or à trois pals de gueules, qui est de Foix ; aux 2 et 3, d'or à deux vaches de gueules, accolées, accornées et clarinées d'azur, qui est de Foix-Béarn.,[réf. souhaitée] - Famille noble |
|                              | Famille de Foix-Fabas D'or à trois pals de gueules. - Famille noble |
| Blason Famille de La Forcade | Famille de La Forcade, Béarn, Bordelais, Agenais Écartelé : au 1 d'argent, au lion de gueules lampassé et armé de sable ; aux 2 et 3 d'azur, à trois étoiles d'or ; au 4 d'argent, à trois bandes de gueules. - Famille noble                         |
|                              | Famille Fouquet, Landes D'argent à un écureuil de gueules. - Devise : « Quo non ascendam » - Famille noble |
|                              | Famille La Fourcade, Bayonne D'or à une fourche de sable emmanchée de gueules, mise en pal. Alias la fourche d'azur. - Famille bourgeoise |
| Blason Famille de Fumel      | Famille de Fumel, Bordelais D'or à trois fumées d'azur mouvantes de la pointe de l'écu. - Devise : « Una fides, unum fœdus, unus amor » - Famille noble                                                                                               |

### G
| Blason                    | Nom de la famille, blasonnement et devise |
| ------------------------- | --- |
|                           | Famille de Galard, Lomagne D'or à trois corneilles de sable becquées et pattées de gueules., Alias au franc-quartier des comtes officiers de l'empereur. - Famille noble subsistante |
|                           | Famille Gardey de Soos, Bigorre Écartelé : aux 1 et 4 d'azur à la colombe portant au bec un rameau d'olivier ; aux 2 et 3 de gueules au lion d'or. - Famille subsistante d'ancienne bourgeoisie |
| Blason Famille de Gassion | Famille de Gassion, Béarn Écartelé : aux 1 et 4, d'azur à une tour d'or maçonnée de sable ; au 2, d'or à trois pals de gueules ; au 3, d'argent à un chien de gueules courant devant un arbre de sinople., - Famille noble |
|                           | Famille de Gaulejac, Comminges Parti d'argent et de gueules. - Famille noble |
|                           | Famille de Gavarret, Bordelais D'argent, à trois lions de sable armés et lampassés de gueules, les deux premiers affrontés. Alias le troisième lion passant. - Famille noble |
|                           | Famille de Gelas, Gascogne D'azur au lion d'or armé, lampassé et couronné de gueules., - Famille noble |
|                           | Famille de Gironde, Guyenne D'or à trois hirondelles de sable, les deux en chef affrontées, celle en pointe au vol étendu. Alias écartelé ; aux 2 et 3 de gueules à la croix vidée, cléchée et pommetée d'or ; sur le tout d'argent à une merlette de sable accompagnée de trois molettes du même (Rochefort). - Famille noble |
|                           | Famille de Goislard de Monsabert, Landes D'azur à trois roses d'or. - Famille noble subsistante |
|                           | Famille de Grailly, Gascogne D'argent à la croix de sable chargée de cinq coquilles d'argent., Alias le champ d'or., - Famille noble éteinte |
|                           | Famille de Grossoles de Flamarens ou Grossolles, Gascogne D'or au lion de gueules issant d'une rivière d'argent ; au chef d'azur à trois étoiles d'or., - Famille noble |
|                           | Ducs de Guyenne De gueules, au léopard d'or, armé et lampassé d'azur. |

### H
| Blason | Nom de la famille, blasonnement et devise                                                                     |
| ------ | --- |
|        | Famille Hunault de Lanta, Bordelais Fascé d'argent et de gueules. Alias d'argent et de sable. - Famille noble |

### J
| Blason | Nom de la famille, blasonnement et devise                                                                                                 |
| ------ | --- |
|        | Famille Julien de Zélicourt (orig. Languedoc), Bordeaux De gueules au sautoir d'argent ; au chef d'azur chargé de trois étoiles d'argent. |

### L
| Blason                       | Nom de la famille, blasonnement et devise |
| ---------------------------- | --- |
|                              | Famille de Laage, Bordelais D'azur au chevron d'or accompagné en chef de deux roses tigées et feuillées de même et en pointe d'une main fermée, soutenant un faucon aussi d'or. Alias coupé, au 1 d'azur à un cœur de gueules surmonté d'un soleil d'or, au 2 de sable à une rivière d'argent en fasce. |
|                              | Famille Laffon de Ladebat, Bordeaux D'azur à une fontaine d'argent jaillissante, surmontée d'un soleil rayonnant d'or, accompagné de deux ancres d'argent. - Famille noble éteinte |
| Blason                       | Famille de Laforcade, Armagnac, Toulouse D'azur à deux lions d'or, armés et lampassés de gueules, rampant [chacun] contre une colonne d'argent mise vers les bords de l'écu. Alias les lions armés d'or. - Famille noble                                                                                |
| Blason Famille de Lagarrigue | Famille de Lagarrigue, Béarn De gueules à trois têtes de lion d'or, 2 et 1. |
|                              | Famille de Lambert des Granges, Bordelais D'argent à la fasce de gueules accompagnée de trois étoiles d'azur [rangées] en chef et en pointe d'un lion léopardé de sable. - Famille subsistante d'ancienne bourgeoisie                                                                                   |
|                              | Famille de Laroche-Lambert ou La Roche-Lambert, Armagnac Écartelé : aux premier et dernier d'azur, à la croix d'argent ; aux deuxième et troisième d'azur, à un arbre arraché d'or. - Famille noble |
|                              | Famille Lastaun, Basse-Navarre D'azur au chevron d'or accompagné de trois coquilles du même. - Famille noble |
|                              | Famille de Lesseps, Bayonne D'argent à un cep de vigne de sinople planté sur une terrasse du même, mouvante de la pointe de l'écu, le cep tigé aussi de sinople, fruité de deux grappes de raisin de sable et surmonté d'une étoile d'azur. - Famille subsistante d'ancienne bourgeoisie                |
|                              | Famille de Lestrange, Guyenne De gueules, à deux lions adossés d'or, surmontés d'un léopard (alias lion léopardé) d'argent. - Devise : « Vis virtutem fovet » - Famille noble |
|                              | Famille de Lucmau de Classun, Landes Écartelé : aux 1 et 4, de gueules à la montagne de trois coupeaux d'argent ; au 2, d'argent à un oiseau de sable [fondant] en barre ; au 3, d'azur à la merlette d'or. - Famille noble                                                                             |
|                              | Famille de Luppé, Armagnac, Bordelais, Landes D'azur à trois bandes d'or., - Devise : « E lupis Vasconiæ » Alias de sable, à trois têtes de loup d'argent., - Famille noble |
|                              | Famille du Lyon de Campet, Landes D'or à un lion d'azur. - Famille noble |

### M
| Blason                      | Nom de la famille, blasonnement et devise |
| --------------------------- | --- |
| Blason Famille de Madaillan | Famille de Madaillan, Guyenne Écartelé : aux 1 et 4 [tranché] d'or et de gueules ; aux 2 et 3 d'azur à un lion d'or. Alias [tranché] d'or et d'azur., - Famille noble éteinte                                    |
|                             | Famille de Maignol de Mataplane, Bordelais D'azur au griffon d'or. - Famille noble |
|                             | Famille de Malvin, Bordelais D'azur à trois étoiles d'or., Alias écartelé ; aux 2 et 3 de gueules à deux balances d'or posées l'une au-dessus de l'autre. - Famille noble                                        |
|                             | Famille de Marsan, Landes Losangé d'or et de gueules. - Famille noble |
|                             | Famille de Martin du Tyrac et de Marcellus, Guyenne, Albret De gueules à la tour donjonnée à dextre d'argent, maçonnée de sable., Alias le champ d'azur., - Famille noble                                        |
|                             | Famille de Massip, Bordelais D'argent, à trois têtes de Maure de sable, tortillées du champ., - Famille noble |
|                             | Famille Mathias, Bordelais De gueules à trois dés d'argent. - Famille noble |
|                             | Famille de Mellet de Bonas, Condomois, Bordelais D'azur à trois ruches d'or., Alias trois ruches d'argent. - Famille noble                                                                                       |
|                             | Famille de Menou, Guyenne De gueules, à la bande d'or. - Famille noble |
|                             | Famille de Moneins, Béarn, Bordelais De gueules à une croix d'or., - Famille noble |
|                             | Famille Le Moniès de Sagazan olim Le Monniès, Gascogne De gueules à trois bandes d'or, et un chef cousu d'azur chargé d'un soleil d'or.                                                                          |
|                             | Famille de Monluc ou Montluc, Gascogne Écartelé : aux 1 et 4 d'azur à un loup rampant d'or (armes de la ville de Sienne) ; aux 2 et 3 d'or à un tourteau de gueules [Montesquiou]., - Famille noble éteinte      |
|                             | Famille de Montault, Armagnac Losangé d'argent et d'azur. - Famille noble |
|                             | Famille de Montesquiou, Gascogne D'or à deux tourteaux de gueules, l'un sur l'autre. Alias parti ; au 1 de gueules plein.                                                                                        |
|                             | Famille de Montréal, Landes, Béarn, Soule D'argent à la croix de gueules chargée en fasce et en cœur d'un léopard lionné d'argent, accosté et assailli de deux griffons aussi d'argent., - Famille noble éteinte |

### N
| Blason | Nom de la famille, blasonnement et devise |
| ------ | --- |
|        | Famille de Nays et Nays-Candau, Béarn D'argent à la croix fleuronnée de sable., Alias d'or à la croix ancrée d'azur. - Devise : « Toblan et deffendame » – Famille noble subsistante |
|        | Famille de Noaillan ou Noailhan, Guyenne, Gascogne De gueules à la croix tréflée d'argent, vidée du champ., - Famille noble                                                          |

### P
| Blason                       | Nom de la famille, blasonnement et devise |
| ---------------------------- | --- |
|                              | Famille de Pardaillan de Gondrin et du Pimbat, Guyenne, Armagnac D'argent à trois fasces ondées d'azur., Alias écartelé ; aux 1 et 4, d'or au château sommé de trois tours de gueules, surmonté de trois têtes de Maure de sable tortillées d'argent. - Famille noble |
|                              | Famille de Percin de Montgaillard, Lomagne D'azur, à un cygne d'argent nageant sur des ondes du même, et surmonté de trois molettes d'or, rangées en chef. - Famille noble                                                                                            |
|                              | Famille de Pins, Guyenne De gueules à trois pommes de pin d'or, les queues vers la pointe., Alias le champ d'azur., - Cri de guerre : « Du plus hault les pins ! », – Famille noble subsistante                                                                       |
|                              | Famille de Pons, Guyenne D'argent à la fasce bandée d'or et de gueules. - Famille noble éteinte |
|                              | Famille de Pontac, Bordeaux De gueules à un pont à cinq arches supportant deux tours sur une rivière d'argent ombrée d'azur ; en chef une étoile fleurdelisée d'or., - Famille noble subsistante                                                                      |
| Blason Poton de Xaintrailles | Famille Poton de Xaintrailles ou Pothon, Gascogne Écartelé : aux 1 et 4, d'argent à la croix alésée de gueules ; aux 2 et 3, de gueules au lion d'argent. - Famille noble                                                                                             |

### R
| Blason                              | Nom de la famille, blasonnement et devise |
| ----------------------------------- | --- |
| Blason Famille de Raffin            | Famille de Raffin, Guyenne D'azur à la fasce d'argent, accompagnée de trois étoiles d'or, rangées en chef. - Famille noble |
|                                     | Famille de Ricaud, Agenais, Bordelais D'argent à un chevron de gueules accompagné de trois ancres de sable. |
|                                     | Famille de La Roche-Fontenilles, Guyenne, Comminges, Bigorre D'azur à trois rocs d'échiquer d'or. - Famille noble |
| Blason Famille de Rochefort d'Ailly | Famille de Rochefort d'Ailly, Guyenne, Agenais (Théobon) De gueules à la bande ondée d'argent accompagnée de six merlettes du même posées en orle. - Famille noble éteinte |
|                                     | Famille de Rochefort-Théobon, Gascogne De gueules à trois fasces d'or. - Famille noble |
|                                     | Famille de Roquefeuil-Blanquefort, Guyenne Contre-fascé d'or et de gueules de quatre pièces, chaque demi-fasce de gueules chargée d'un nœud de cordelière d'or, et chaque demi-fasce d'or chargée d'un nœud de cordelière de gueules., - Famille noble subsistante                                                            |
|                                     | Famille de Roquelaure, Armagnac, Guyenne D'azur aux trois rocs d'échiquier d'argent. - Famille noble |
|                                     | Famille de Roquelaure, Guyenne Écartelé, aux 1 et 4 d'azur à trois rocs d'échiquier d'argent, aux 2 et 3 d'argent à deux vaches passantes de gueules, accornées, colletées et clarinées d'azur, au chef d'azur chargé de trois étoiles d'or, et sur le tout d'azur au lion d'or, qui est du Bouzet-Roquepine. - Famille noble |
|                                     | Famille de Ruble, Lomagne D'azur à deux bandes d'argent, au chef d'or chargé d'un lion léopardé de gueules. - Famille noble |

### S
| Blason                                        | Nom de la famille, blasonnement et devise |
| --------------------------------------------- | --- |
|                                               | Famille de Saint-Paul de Sarouille, Landes D'azur à un sautoir d'or. - Famille noble |
|                                               | Famille de Salinis, Béarn D'argent à un hêtre de sinople senestré d'un ours au naturel contre rampant et jetant avec sa patte du sel. - Devise : « Sic sale vivesco » - Famille noble |
| Blason Famille de Secondat-Roques-Montesquieu | Famille de Secondat-Roques-Montesquieu, Gascogne D'azur, à la fasce d'or, accompagnée en chef de deux coquilles de Saint-Michel du même, et en pointe d'un croissant d'argent. - Devise : « Virtutem fortuna Secundat » - Famille noble |
|                                               | Famille de Sèze, Landes De gueules au château du Temple d'argent accompagné en chef de deux étoiles d'or et en pointe de seize fleurs de lys d'argent posées 7, 6 et 3., Alias d'azur à trois tours d'argent rangées en fasce, accompagnées en chef de deux étoiles d'or et en pointe d'un croissant du même. - Devise : « 26 décembre 1792 », – Famille d'ancienne bourgeoisie |
|                                               | Famille de Solages et Solages du Robal, Rouergue, Guyenne, Gascogne D'azur au soleil d'or., Alias écartelé ; aux 2 et 3 d'azur à trois rocs d'échiquier d'argent (du Robal)., - Devise : « Sol agens ! », – Famille noble |

### V
| Blason                         | Nom de la famille, blasonnement et devise |
| ------------------------------ | --- |
| Blason Famille de La Vaissiere | Famille de La Vayssière de Verduzan, Guyenne D'azur, à la branche de coudrier d'or, fruitée du même ; à la bande de gueules brochante sur le tout. - Devise : « Vis et virtus » - Famille noble                                                                             |
|                                | Famille Verbigier de Saint-Paul De gueules, à la croix pattée et alésée d'or, à la bordure de l'écu d'azur, chargée de huit besants d'argent en orle. - Famille noble |
|                                | Famille de Verduzan, Gascogne, Guyenne D'azur à deux besants d'argent mis en pal., - Famille noble éteinte |
|                                | Famille de Verthamon, Guyenne Écartelé, au 1, de gueules, au lion léopardé (alias passant) d'or, qui est de Verthamon ; aux 2 et 3, cinq points d'or, équipollés à quatre d'azur ; au 4 de gueules plein. - Devise : « Fais que dois, advienne que pourra » - Famille noble |
| Blason Famille de Vic          | Famille de Vic, Auch De gueules à la foi d'argent mouvante des flancs, surmontée d'un écu d'azur bordé d'or et chargé d'une fleur de lys du même. - Famille noble |

### X
| Blason                                | Nom de la famille, blasonnement et devise                                                |
| ------------------------------------- | ---------------------------------------------------------------------------------------- |
| d'argent à la croix alésée de gueules | Famille de Xaintrailles, Gascogne D'argent à la croix alésée de gueules. - Famille noble |

- Haut – A
- B
- C
- D
- E
- F
- G
- H
- I
- J
- K
- L
- M
- N
- O
- P
- Q
- R
- S
- T
- U
- V
- W
- X
- Y
- Z